# ۴۹۷ (خورشیدی)
۴۹۷ چهارصد و نود و هفتمین سال هجری خورشیدی است.